# 北代托納 (佛羅里達州)
北代托納（英語：Daytona North）是位於美國佛羅里達州弗萊格勒縣的一個非建制地區。該地的面積和人口皆未知。

## 地理
北代托納的座標為29°27′09″N 81°23′58″W / 29.45250°N 81.39944°W，而該地的平均海拔高度為2米（即7英尺）。